# محسن أباد (طالقان)
محسن‌ أباد هي قرية في مقاطعة ساوجبلاغ، إيران. عدد سكان هذه القرية هو 79 في سنة 2006.